# Yahoo! Widget Engine
Yahoo! Widget Engine（ヤフー!ウィジェットエンジン）は、かつて開発されていたWindows、Mac上で動くアクセサリソフトウェアエンジンであった。従前は Konfabulator（コンファビュレイター）の名でPixoriaが開発、販売するシェアウェアであったが、2005年7月25日にYahoo!に買収され無料配布となった。またYahoo! JAPANでも日本語化したYahoo!ウィジェットエンジンや、Yahoo! JAPANの各種サービスに対応したウィジェットの提供を2006年9月4日から開始したが、2012年12月12日をもってサービスを終了した。

## 特徴
Yahoo! Widget Engineというソフトウェア自体はJavaScriptとXMLのランタイムエンジンで、単体では機能せず「ウィジェット (Widget)」と呼ばれるファイルを導入して初めて利用できる。このウィジェットは、XMLとJavaScript、画像ファイルなどの集合体で、GUIの部分も含め、全てテキストエディタで作成できる。通常はこれらをzip圧縮し、拡張子を変えて配布された。
このウィジェットからは、イベント処理、ネットワークの利用（XMLHttpRequest含む）、イメージの表示、テキスト入力、設定画面構築などが行え、実際に天気予報、RSSリーダー、計算機などが作成されている。このウィジェット自体は、（開発元ではなく）利用者が自由に作成、配布、または公式ウェブサイトへ投稿しており、数百のウィジェットが提供されていた。
JavaScriptエンジンはMozilla FoundationのSpiderMonkeyを使っており、Mozilla JavaScript version 1.5 ECMAScript 262 edition 3に相当する。
これ以外にも、Heads Up Display（旧称Konsposé）というOS XのExposéという機能を真似た、ウィジェット一覧機能があり、これにより使っているウィジェットを簡単に確認、利用できるようになっていた。
サポートしたOSは、Windows 2000以上（64ビット環境でも動作はするが、WOW64環境下での動作）とMac OS X v10.3.9以上となっていた。それぞれのOSでほぼ同じウィジェットが使えたが、一部例外もあり、利用の際には確認を要した。また2012年に登場したWindows 8やそれ以降のバージョンのWindowsで正常に作動したかは不明であり、公式発表でもその点は公表されなかった。

## 類似するソフトウェア
似たようなソフトに、Windowsでは「Samurize」、Linuxでは「SuperKaramba」（Qtを利用）やgDesklets（GNOME）といったソフトがある。ただし、これらはアクセサリが機能するというだけで、設定方法やアクセサリの作り方がまったく違う。
Apple ComputerがMac OS X v10.4に「Dashboard」（Exposéの拡張であり、普段はウィジェットは完全に隠れている点が他のウィジェットエンジンと大きく異なる）を搭載した際には、その類似性が議論を呼んだ。Windows VistaにもMicrosoft Gadgetsという類似のウィジェットエンジンが搭載され、Yahoo! Widget Engineと競合していたが、Windows 7では存在がアピールされなくなり、Windows 8では搭載されなくなった。